# Kanton Valence-sur-Baïse
Der Kanton Valence-sur-Baïse war bis 2015 ein französischer Wahlkreis in der Region Midi-Pyrénées. Er lag im Arrondissement Condom des Départements Gers. Hauptort war Valence-sur-Baïse.
Der Kanton war 212,73 km² groß und hatte 4503 Einwohner (2012).
| Gemeinde                 | Einwohner 2012 | Code postal | Code Insee |
| ------------------------ | -------------- | ----------- | ---------- |
| Ayguetinte               | 182            | 32410       | 32024      |
| Beaucaire                | 279            | 32410       | 32035      |
| Bezolles                 | 139            | 32310       | 32052      |
| Bonas                    | 128            | 32410       | 32059      |
| Castéra-Verduzan         | 938            | 32410       | 32083      |
| Justian                  | 108            | 32190       | 32166      |
| Lagardère                | 81             | 32310       | 32178      |
| Larroque-Saint-Sernin    | 170            | 32410       | 32196      |
| Maignaut-Tauzia          | 231            | 32310       | 32224      |
| Roquepine                | 52             | 32100       | 32350      |
| Roques                   | 99             | 32310       | 32351      |
| Rozès                    | 124            | 32190       | 32352      |
| Saint-Orens-Pouy-Petit   | 149            | 32100       | 32400      |
| Saint-Paul-de-Baïse      | 101            | 32190       | 32402      |
| Saint-Puy                | 586            | 32310       | 32404      |
| Valence-sur-Baïse        | 1.136          | 32310       | 32459      |
| Kanton Valence-sur-Baïse | 4.503          | –           | 3228       |